# Spodnja Kapla
Spodnja Kapla (nemško Unterkappel)  je naselje v Občini Podvelka. Meji na Avstrijo, natančneje na naselja Remšnik (Občina Lučane na Vinski cesti - Leutschach an der Weinstraße in Hardegg (Občina Oberhaag). Sosednja naselja so Zgornja Kapla, Vurmat, Ožbalt, Gradišče na Kozjaku (Občina Selnica ob Dravi).
Spodnja Kapla je rojstna vas slovenske jezikoslovke in dialektologinje Zinke Zorko (1936-2019).